# Yuripopovinidae
Yuripopovinidae (лат.) — ископаемое семейство подотряда клопы из отряда полужесткокрылые насекомые (Heteroptera). Их древнейшие достоверные находки (и всего надсемейства Coreoidea) происходят из мелового ливанского янтаря.
Представители, входившие в бывший таксон Dehiscensicoridae, обнаружены в Северо-восточном Китае. Нижнемеловая Yixian формация в западной части провинции Ляонин. Семейство Yuripopovinidae названо в честь российского палеоэнтомолога Юрия Александровича Попова (1936 — 2016).

## Описание
Среди отличительных признаков — гемилитральная костальная жилка апикально сильно утолщена и птеростигмоподобна, кориум с двумя крупными ячейками, разделёнными одной продольной прямой жилкой. Голова шире, чем половина переднеспинки, глаза большие, круглые, глазки развиты, рострум 4-сегментный, усики 4-члениковые, первый сегмент короткий, слегка превосходящий вершину головы; скутеллюм мелкий и треугольный, комиссура булавы отсутствует. Жилка C на переднем крае кориума образует узкий и утолщённый край, задний край кориума с волнообразный, жилки на мембране слабо лентообразные; формула лапок 3-3-3, коготки с пульвиллами; брюшко с широким коннексивумом.

## Систематика
Представители вымершего семейства известны из раннемелового и позднемелового периодов Азии и северной Гондваны. Таксон Dehiscensicoridae, описанный в 2016 году из формации Исянь в Китае (округ Цзиньчжоу), в 2019 году был признан младшим синонимом Yuripopovinidae по данным Du et al. (2019).
Семейство Dehiscensicoridae было включено в инфраотряд Pentatomomorpha и его филогенетические взаимоотношения с близкими группами из Coreoidea s.l. выглядят следующим образом: Pyrrhocoroidea + (Dehiscensicoridae + (Coreoidea + (Idiostoloidea + Lygaeoidea))).
- †Caulisoculus Zhang & Chen, 2020[3] — Бирманский янтарь, Мьянма, сеноман
- †Changirostrus Du et al., 2016[5] (из Dehiscensicoridae) — Yixian Formation, Китай, апт
  - †Changirostrus maculatus Du, Yao & Ren, 2016
- †Crassiantenninus Du et al., 2016[5] (из Dehiscensicoridae) — Yixian Formation, Китай, апт
  - †Crassiantenninus minutus Du, Yao & Ren, 2016
- †Dehiscensicoris Du et al., 2016[5] (из Dehiscensicoridae) — Yixian Formation, Китай, апт
  - †Dehiscensicoris sanctus Du, Yao & Ren, 2016
- †Jinjupopovina Sohn and Nam, 2024[6] — Jinju Formation, Южная Корея, альб
- †Megaoptocoris Zhou et al. 2022[7] — Бирманский янтарь, Мьянма, сеноман
- †Minuticoris Du et al., 2016[5] (из Dehiscensicoridae) — Yixian Formation, Китай, апт
  - †Minuticoris brunneus Du, Yao & Ren gen, 2016
- †Miropictopallium Fabrikant & Novoselska, 2024[8] — Бирманский янтарь, Мьянма, сеноман
- †Pingquanicoris Du et al., 2016[5] (из Dehiscensicoridae) — Yixian Formation, Китай, апт
  - †Pingquanicoris punctatus Du, Yao & Ren, 2016
- †Pseusocaulisoculus Kóbora & Roca-Cusachs, 2021[9] — Бирманский янтарь, Мьянма, сеноман
- †Reticulatitergum Du et al., 2019[4] — Бирманский янтарь, Мьянма, сеноман
- †Tumpectus triporcatus Dai et al., 2024[10] — Бирманский янтарь, Мьянма, сеноман
- †Yuripopovina Azar et al., 2011[11] — Ливанский янтарь, баррем